# Ihar Razhkow
Ihar Razhkow (tiếng Belarus: Ігар Ражкоў; tiếng Nga: Игорь Рожков; sinh ngày 24 tháng 6 năm 1981) là một cầu thủ bóng đá Belarus. Tính đến năm 2017, anh thi đấu cho Gomel.

## Bàn thắng quốc tế
| # | Ngày               | Địa điểm                             | Đối thủ    | Tỉ số | Kết quả | Giải đấu |
| - | ------------------ | ------------------------------------ | ---------- | ----- | ------- | -------- |
| 1 | 2 Tháng 4 năm 2003 | Sân vận động Dinamo (Minsk), Belarus | Uzbekistan | 2 – 0 | 2–2     | Giao hữu |

## Danh hiệu
Dinamo Minsk
- Vô địch Giải bóng đá ngoại hạng Belarus: 2004
- Vô địch Cúp bóng đá Belarus: 2002–03

Shakhtyor Soligorsk
- Vô địch Cúp bóng đá Belarus: 2013–14